# Доломит
Доломит (енгл. Dolomite, Dolostone, фр. Dolomite, рус. Доломит) је седиментна стена и минерал, који се састоје од кристала калцијум магнезијум карбоната, CaMg(CO3)2, односно .
Стена доломит је највећим делом изграђена од минерала доломита. Ако, у одређеном проценту, кречњак садржи минерал доломит, тада се тај кречњак назива доломитични или магнезијски кречњак. Доломит је први пут описао француски природњак и геолог Деода Грате де Доломје (1750 – 1801). Пронађен је 1791. године у Доломитским Алпима у северној Италији.

## Карактеристике
Минерал доломит кристалише у тригонално-ромбоедарској системи. Формира беле, сиве до розе закривљене кристале, мада се често јавља и у облику масивних агрегата. Има сличне физичке карактеристике као минерал калцит, али се не може растворити у хладној хлороводоничној киселини. Има тврдину 3,5 до 4, по Мосовој скали. Специфична маса је 2,85. Често се јавља ближњење кристала. Између доломита и анкерита, може се формирати изоморфна серија, у којој се мења садржај магнезијума и гвожђа. Мале количине гвожђа у структури доломита даје кристалима жуту до браон нијансу. У кристалу је могућа замена магнезијума манганом, када кристали имају розе боју. Такође, магнезијум може бити замењен оловом и цинком. Текстура му варира од ситнозрне до крупнозрне и често садржи мале шупљине.

## Настанак
Велике количине доломита забележене су геолошким истраживањима, али је овај минерал релативно редак у данашњем окружењу. Данас је могуће синтетисати доломит у лабораторијским условима, само на температурама које су више од 100 °C, што су типични услови за топле делове седиментационих басена. Ипак, сматра се да су велике количине доломита које се сада налазе у стенама, створене на много нижим температурама. Висока температура повећава покретљивост калцијумових и магнезијумових јона, тако да они могу заузети своја места у кристалној решетки за много краће време. На основу овога се закључује да се мање количине доломита, које данас настају, стварају услед кинематских фактора.
Доломит се може формирати у оквиру неколико типова окружења, па због тога може имати различите структурне, текстурне и хемијске карактеристике. Неки истраживачи тврде да „постоје доломити и доломити“, чиме указују да можда не постоји јединствени механизам формирања доломита. Млађи доломити се у великој мери разликују од доломита који су настали у геолошкој прошлости, што наводи истраживаче на спекулације о различитости средина у којима су се доломити стварали у геолошкој прошлости, у односу на данашње.
Доломитизација калцита врши се на одређеним дубинама испод коралних атола, где је вода незасићена калцијум-карбонатом, али је засићена доломитом. Кретања воде која су узрокована таласима и морским струјама побољшавају овај процес. Такође, велики значај у овом процесу имају хидротермалне струје, настале услед вулканизма испод атола.

## Употреба
Доломити се користе као украсни камен, као шљунак) за агрегат бетона у грађевинарству и као извор магнезијум-оксида, па и елементарног магнезијума. Самлевени доломит се користи и као материјал у производњи керамике. Може бити носилац нафте. У доломитима се могу наћи руде метала, као што су цинк, олово и бакар. У хортикултури се користи доломит или доломитични кречњак који се додају тлу како би се смањила (редуковала) киселост тла.

## Налазишта
Среће се у већем делу Европе, Северној Америци, Бразилу и јужној Африци.